# La Houblonnière
La Houblonnière é uma comuna francesa na região administrativa da Normandia, no departamento Calvados. Estende-se por uma área de 7,03 km². Em 2010 a comuna tinha 341 habitantes (densidade: 48,5 hab./km²).